# Islas Ferraz
Die Islas Ferraz sind eine kleine Inselgruppe im Wilhelm-Archipel vor der Graham-Küste des Grahamlands auf der Antarktischen Halbinsel. Sie liegen unmittelbar nördlich der Krogmanninsel zwischen der Booth- und der Petermann-Insel.
Argentinische Wissenschaftler benannten sie. Der weitere Benennungshintergrund ist nicht überliefert.